# Incontriamoci a Saint Louis
Incontriamoci a Saint Louis (Meet Me in St. Louis) è un film del 1944 diretto da Vincente Minnelli. Prodotto dalla MGM, ha come protagonista Judy Garland, futura moglie di Minnelli.
Si tratta di un adattamento cinematografico firmato da Irving Brecher e Fred F. Finklehoffe e ispirato ad una serie di brevi storie di Sally Benson, pubblicate originariamente sulla rivista The New Yorker e diventate poi un romanzo dal titolo di 5135 Kensington. Il film è ricordato per le sue numerose canzoni come The Trolley Song e Have Yourself a Merry Little Christmas, cantate da Garland e diventate nel tempo degli standard musicali.
Prodotto da Arthur Freed, uno specialista del genere, e considerato uno dei migliori e più costosi film musicali della MGM, fu il film col maggiore incasso nell'anno 1944.

## Trama
St. Louis, 1903. L'avvocato Smith annuncia alla moglie, al padre e ai figli che ha accettato un nuovo lavoro, più importante, a New York, quindi dovranno tutti trasferirsi e lasciare il Missouri. Questo evento viene accettato senza entusiasmo dai familiari, per lo sconvolgimento delle tranquille abitudini. Ciascuno ha i suoi motivi per non lasciare la città: Esther, la figlia diciassettenne, ha appena conosciuto John, un nuovo vicino di casa, e si è innamorata di lui; Rose ha anche lei un fidanzato; la piccola Tootie piange disperatamente la notte di Natale pensando che quello sarà l'ultimo Natale a Saint Louis. È un momento duro per la famiglia Smith, anche perché l'anno successivo la loro città ospiterà l'Esposizione Universale. 
La storia della famiglia continua, nel periodo della preparazione della Grande Fiera del 1904, gli accadimenti quotidiani, la vita in città, gli amori, il trascorrere del tempo, sino al dramma della partenza, per il probabile trasferimento della famiglia a New York, che impedirebbe alle quattro sorelle Smith di partecipare al grande evento dell'Esposizione Universale e le costringerebbe a lasciare i luoghi d'infanzia, gli amori, le amicizie. All'apertura della Fiera tuttavia, il ripensamento improvviso dell'avvocato Smith scongiura la partenza.

## Produzione
La MGM, per la sola ricostruzione in studio della città di St. Louis spese 200.000 dollari. Oltre al successo della prova di Judy Garland, particolare risalto ebbe la presenza nel film della piccola Margaret O'Brien, alla quale venne consegnato un Oscar particolare.
Nel film debuttò anche la giovane promessa del cinema musicale, Lucille Bremer, successivamente lavorò con Fred Astaire in Jolanda e il re della samba e altre cinque pellicole di scarso successo, sino a quando, nel 1948, dopo il matrimonio, abbandonò per sempre il mondo dello spettacolo.
Particolarmente curati, come sempre nei film prodotti dalla MGM, furono i costumi e le scenografie, allestite da un gruppo di specialisti: Irene Sharaff per i vestiti, Lemuel Ayers e Cedric Gibbons per le scenografie, Jack Martin Smith per le architetture. Fu inoltre necessario l'intervento di due consulenti per il colore, Natalie Kalmus e Henri Jaffa.

## Distribuzione
Il film fu lanciato con due première, a Saint Louis il 22 novembre 1944, a New York il 28 novembre 1944, e fu distribuito in tutti gli Stati Uniti a partire dal gennaio 1945.
Rimasto inedito per le sale cinematografiche italiane, fu appositamente doppiato per la messa in onda su RAIUNO il 14 settembre 1984, all'interno del ciclo dedicato a Judy Garland.

## Colonna sonora

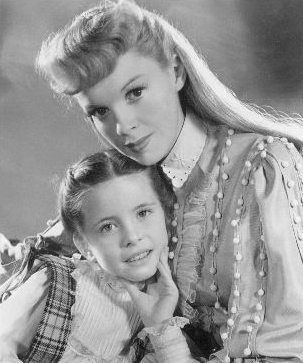
Judy Garland e Margaret O'Brien in una foto pubblicitaria

La musica venne affidata a George E. Stoll con la supervisione di Roger Edens.
Alcune delle canzoni del film erano già esistenti e sono state riutilizzate e riadattate per il film. Altre sono state scritte appositamente per il commento sonoro della pellicola.
Tutti i pezzi musicali per sola orchestra e le canzoni, furono registrati nello Studio della MGM, di Culver City (California) tra il 3 novembre 1943 e il 27 maggio, 1944. sotto, l'elenco della lista musicale:
- Main title - 25 maggio 1944 (titoli inizio per sola orchestra e coro MGM)
- Meet Me in St. Louis - 1º dicembre 1943 (Joan Carrol, Judy Garland, Harry Davenport)
- The Boy Next Door - 4 dicembre 1943 (Judy Garland)
- Getting Ready for the Party - 26 maggio 1944
- Skip to My Lou - 3 dicembre 1943 (Judy Garland, Lucille Bremer)
- Under the Bamboo Tree - 17 dicembre 1943 (Judy Garland, Margaret O'Brien)
- Saying Goodnigth - 26 maggio 1944
- Over the Bannister - 26 maggio 1944 (Judy Garland, Tom Drake)
- The Trolley Song - 2 dicembre 1943 (Judy Garland)
- Boy and Girl Like You and Me - 3 dicembre 1943 (Judy Garland)[1]
- All Hallow's Eve - 25 maggio 1944
- The Most Horrible One - 25 maggio 1944
- You and I - 3 novembre 1943 (Arthur Freed, Denny Markas)
- Winter in St. Louis - 27 maggio 1944
- I Hate a Basketball - 25 maggio 1944
- Under the Anheuser Bush - 24 gennaio 1944
- Esther Accepts - 27 maggio 1944
- Tootie's Music Box - 26 maggio 1944
- Have Yourself a Merry Little Christmas - 4 dicembre 1943 (Judy Garland)
- Tootie's Grief - 26 maggio 1944
- Finale - 26 maggio 1944

## Riconoscimenti
Il film venne nominato ai Premi Oscar 1945 per la miglior sceneggiatura, la miglior fotografia, la miglior colonna sonora e la miglior canzone (The Trolley Song di Ralph Blane e Hugh Martin). Alla piccola attrice Margaret O'Brien (che aveva otto anni all'epoca in cui girò il film) venne assegnato l'Oscar giovanile per la sua interpretazione.
Nel 1944 il National Board of Review of Motion Pictures l'ha inserito nella lista dei migliori dieci film dell'anno.
Nel 1994 è stato scelto per la conservazione nel National Film Registry della Biblioteca del Congresso degli Stati Uniti.
Nel 2005 il sito del Time l'ha inserito fra i 100 miglior film degli ultimi 80 anni ed ha vinto il Grammy Hall of Fame.
Nel 2006 l'American Film Institute l'ha collocato al decimo posto della sua classifica dei migliori musical statunitensi di tutti i tempi.